# The Lost City of Z
The Lost City of Z és una pel·lícula estatunidenca d'aventures històriques escrita i dirigida per James Gray, estrenada el 2016. És l'adaptació cinematogràfica de la novel·la The Lost City of Z de David Grann, inspirada al seu torn en les aventures de Percy Fawcett. S'ha subtitulat al català.

## Argument
Percy Fawcett és un major britànic reconegut i un marit amorós. L'any 1906, mentre és a punt de tornar a ser pare, la Royal Geographical Society d'Anglaterra li proposa marxar a l'Amazonia amb la finalitat de cartografiar les fronteres entre el Brasil i Bolívia. En el lloc, l'home s'apassiona per a l'exploració i descobreix traces del que pensa ser una ciutat perduda molt antiga. De retorn a Anglaterra, Fawcett no cessa de pensar en aquesta misteriosa civilització, dividit entre el seu amor per a la seva família i la seva set d'exploració i de glòria…

## Repartiment
- Charlie Hunnam: Percy Fawcett
- Robert Pattinson: Henry Costin
- Sienna Miller: Nina Fawcett
- Tom Holland: Jack Fawcett
- Angus MacFadyen: James Murray
- Edward Ashley: Arthur Manley
- Nicholas Agnew: John Coundley
- Ian McDiarmid: Sir George Goldie

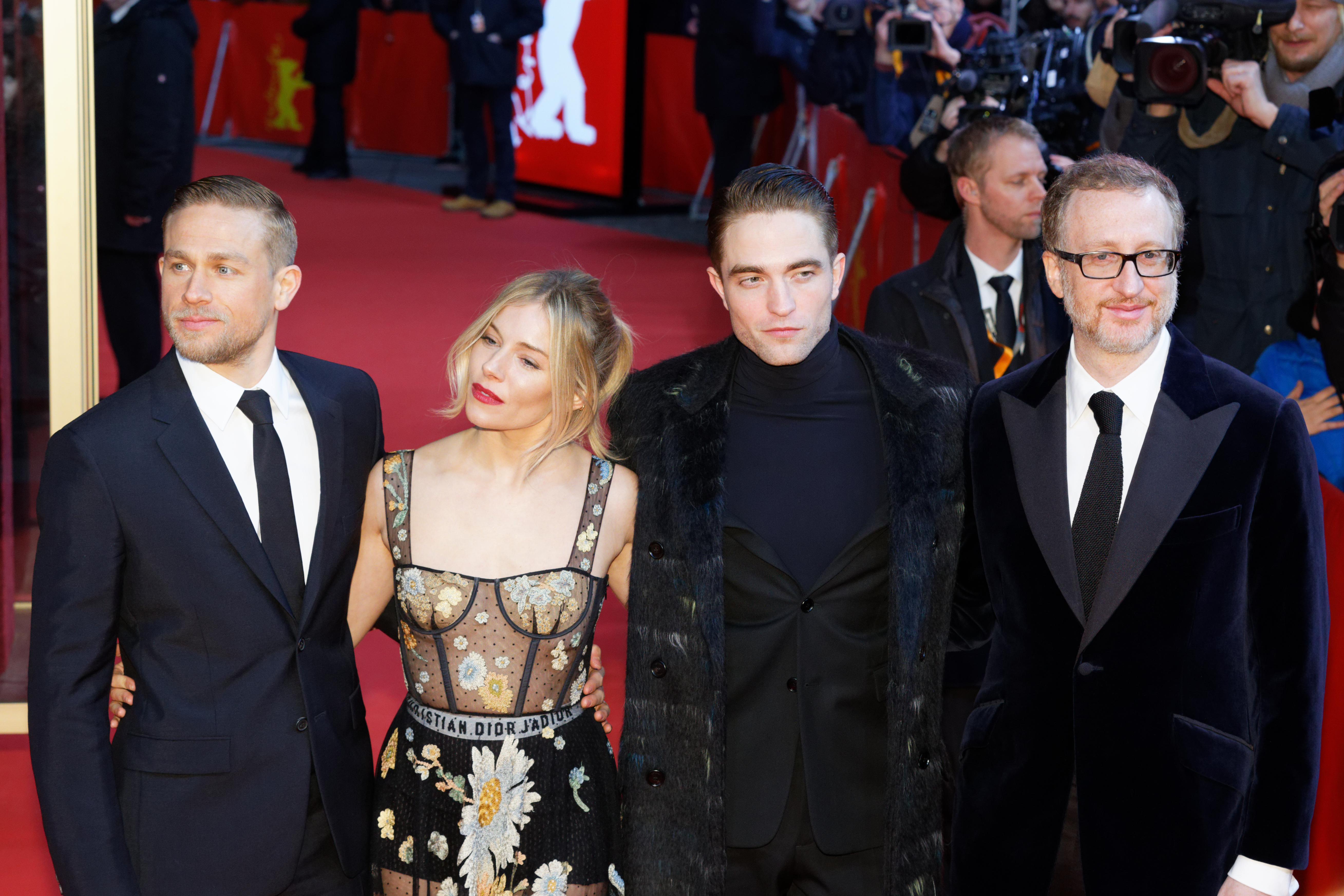
Hunnam, Miller, Pattinson i Gray a l'estrena durant la Berlinale 2017.

- Clive Francis: Sir John Scott Keltie
- Matthew Sunderland: Dan
- Johann Myers: Willis
- Michael Jenn: Sidney Thornton
- Michael Ford-FitzGerald: Hunt Leader
- Elena Solovey: Madame Kumel
- Franco Nero: Baron de Gondoriz
- John Sackville: Simon Beauclerk
- Bobby Smalldridge: Jack Fawcett, amb 7 ans
- Aleksandar Jovanovic: Rudolf
- Adam Bellamy: Cecil Gosling
- Brian Murphy: l'arxiduc Franz Ferdinand
- Tom Mulheron: Jack Fawcett, de nen
- Harry Melling: William Barclay

## Producció

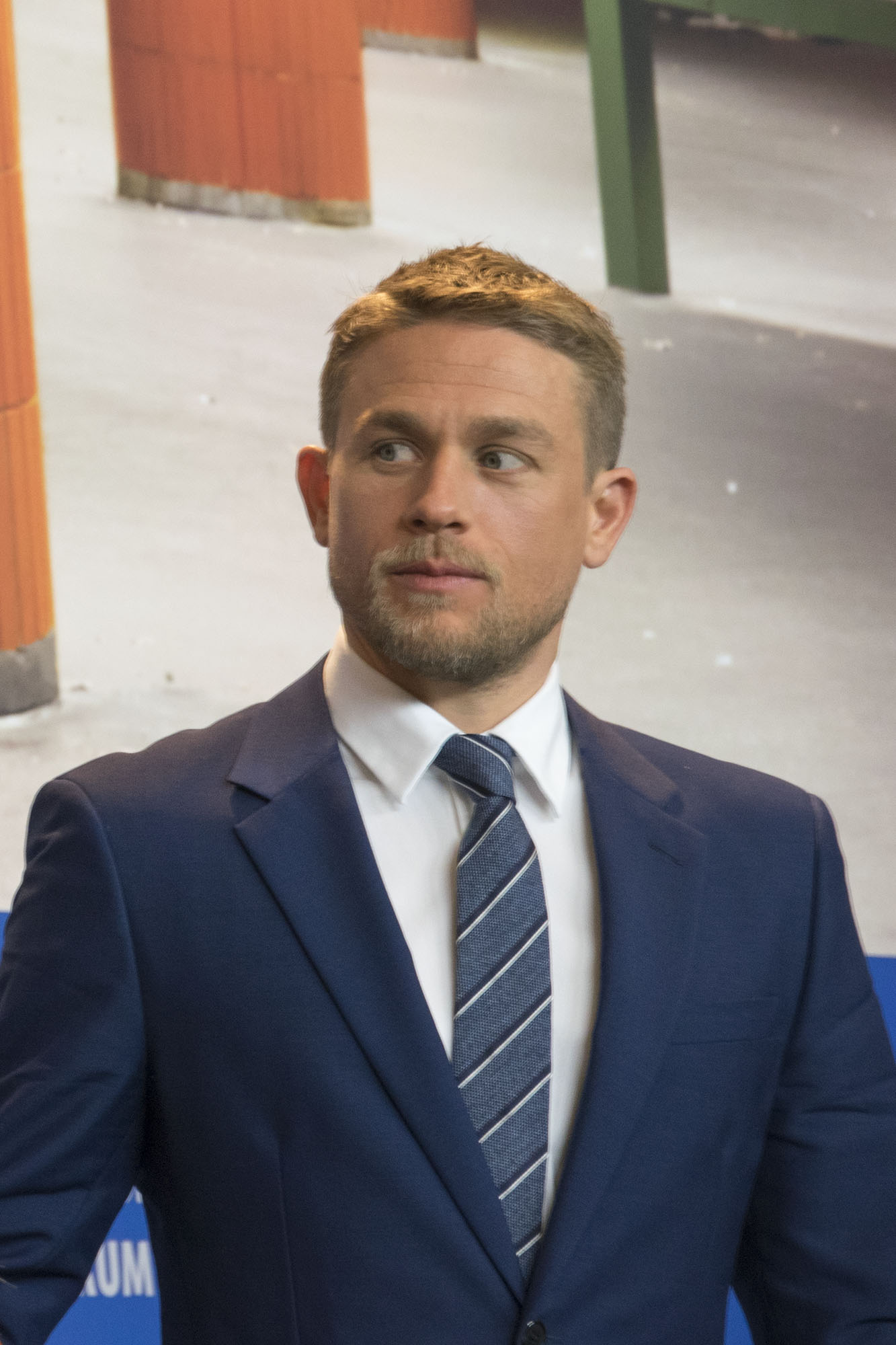
Charlie Hunnam, aquí per la presentació del film a la Berlinale 2017, encarna Percy Fawcett

### Gènesi i desenvolupament
El febrer de 2009, James Gray contacta Paramount Pictures i Plan B Entertainment per adaptar la novel·la La Ciutat perduda de Z de David Grann, tot just apareguda als Estats Units. El projecte serà no obstant això rebutjat fins al 2015. James Gray explica en entrevista que « és una producció molt complicada i la història és increïble, però és una història complicada ».
Abans de llançar-se a la producció del film, James Gray va escriure a Francis Ford Coppola, realitzador d' Apocalypse Now (1979), per demanar-li consells per a un rodatge a la jungla. Aquest últim li ha respost amb dues paraules « Don't go » (« no hi aneu »). Havia rebut el mateix consell de part de Roger Corman al moment de llançar-se a Apocalypse Now

### Distribució dels papers
Inicialment, Brad Pitt havia d'encarnar Percy Fawcett, a més de ser productor del film via la seva societat Plan B Entertainment. El novembre de 2010, abandona finalment el paper però resta com a productor. El setembre de 2013, Benedict Cumberbatch obté el paper de Fawcett, mentre que Robert Pattinson signa pel de Henry Costin. El febrer de 2015, Benedict Cumberbatch és no obstant això obligat a cedir la seva plaça per un conflicte de temps amb el rodatge de Doctor Strange. És reemplaçat per Charlie Hunnam. Sienna Miller s'uneix a continuació al repartiment amb el paper de Nina Fawcett.

### Rodatge
El rodatge comença el 19 d'agost de 2015 a Belfast a Irlanda del Nord, on l'equip roman durant cinc setmanes. Algunes escenes són rodades a Strangford Lough, Ballintoy, Craigavon, al Methodist College de Belfast, etc. El rodatge segueix a Santa Marta, Colòmbia.

## Rebuda

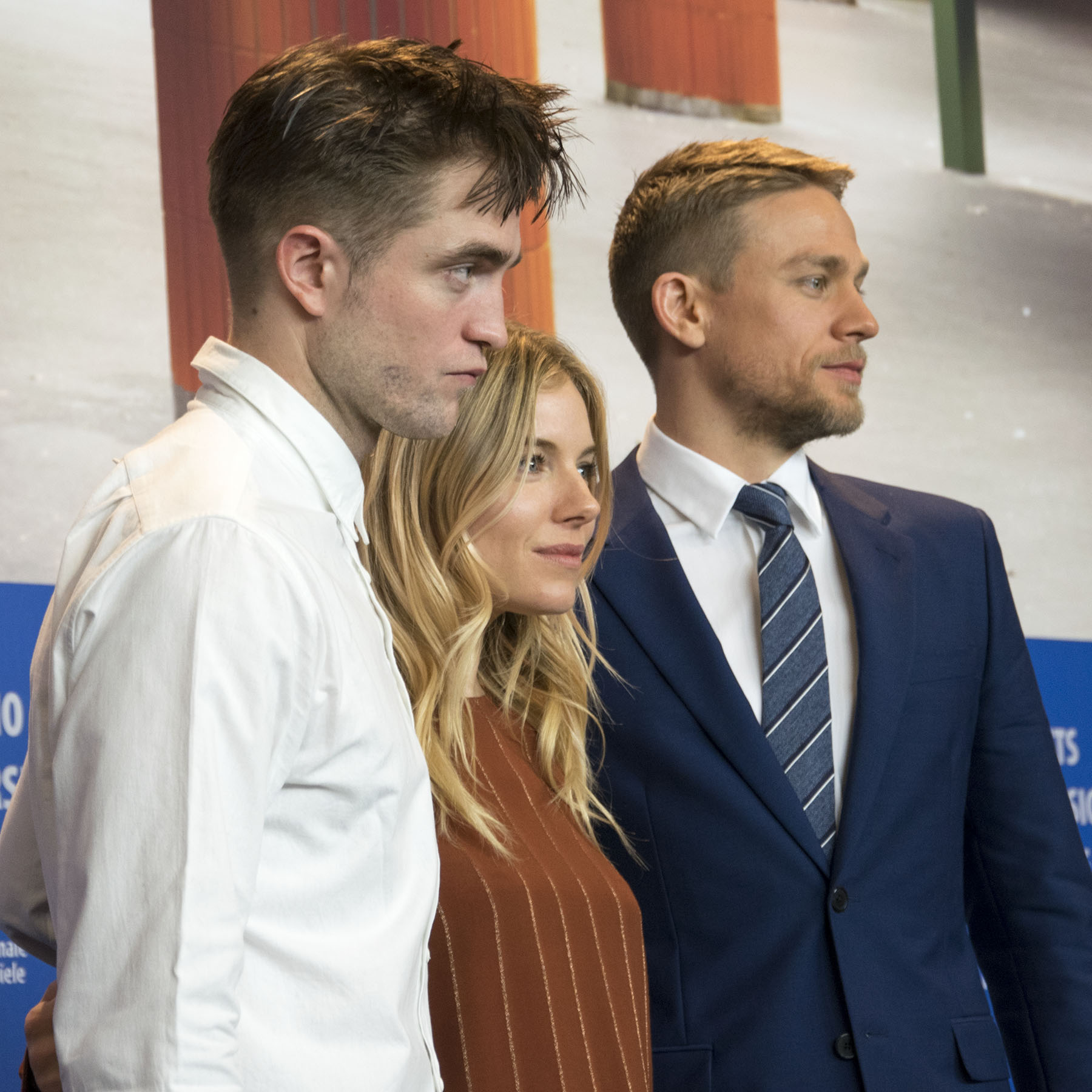
Robert Pattinson, Sienna Miller, Charlie Hunnam en el 67 Festival de Berlín.

El film va tancar el Festival de Cinema de Nova York l'any 2016. Ha estat presentat a la secció Berlinale Speciale en el 67 Festival de Berlín l'any 2017.